# Даттельн
Даттельн (нем. Datteln) — город в Германии, в земле Северный Рейн-Вестфалия, на канале Везель-Даттельн. Находится в 20 км северо-западнее Дортмунда.
Подчинён административному округу Мюнстер. Входит в состав района Реклингхаузен. Население составляет 35 352 человека (на 31 января 2011 года). Занимает площадь 66,08 км². Официальный код — 05 5 62 008.

## География
Город Даттельн расположен на северо-востоке Рурского региона, на пересечении нескольких важных судоходных каналов: Везель-Даттельн, Даттельн — Хамм, Дортмунд-Эмс, Рейн-Херне. Северо-западную часть городской территории занимает возвышенно-холмистая моренная равнина Хард (Haard), являющаяся частью природного парка Высокий Марк (Hohe Mark).
На северо-востоке город Даттельн граничит с городом Ольфен, на северо-западе — с городом Хальтерн-ам-Зе, на западе — с городом Ор-Эркеншвик, на юго-западе небольшой участок границы с городом Реклингхаузен, на юге с Кастроп-Рауксель и Вальтроп, а на востоке — небольшой участок общей границы с городом Зельм.

## Административное устройство
Современный город Даттельн был постепенно собран из следующих исторических крестьянских поселений: собственно Даттельн, Пелькум (Пелухем, 890 год), Хагем (Хагинхайм, 1160 год), Мекингхофен (курия Мекингхофан, 1188 год), Сутум (Сутем, 1188 год), Вентруп (Феннинкторпе, 1325 год), Хаххаузен (Хаххузин, 1344 год), Дриберн (Дрибури, XIV век), Клостерн (Кностерн, 1541 год). В 1975 году в состав города вошли ещё две деревни: на северо-западе Азен и на юго-западе Хорнебург.
В связи с застройкой и перепланировкой, с 1 января 2009 года город Даттельн имеет новое административное деление:
| Номера округов | Названия округов                                         | Численность населения |
| -------------- | -------------------------------------------------------- | --------------------- |
| 110            | Центральная часть города (Stadtmitte)                    | 5 617                 |
| 120            | Хаххаузен (Hachhausen)                                   | 5 585                 |
| 130            | Байзенкамп (Beisenkamp)                                  | 2 664                 |
| 140            | Хагем (Hagem)                                            | 4 582                 |
| 150            | Хёттинг (Hötting)                                        | 3 379                 |
| 160            | Дюммер (Dümmer)                                          | 3 255                 |
| 170            | Мекингхофен (Meckinghoven)                               | 3 438                 |
| 180            | Им Винкель (Im Winkel)                                   | 616                   |
| 190            | Азен (Ahsen)                                             | 1 128                 |
| 200            | Хорнебург (Horneburg)                                    | 1 604                 |
| 210            | Эмшер-Липпе (Emscher-Lippe)                              | 789                   |
| 220            | Швакенбург (Schwakenburg)                                | 769                   |
| 230            | Крестьянское подворье Хагем (Bauerschaft Hagem)          | 216                   |
| 240            | Крестьянское подворье Лосхайде (Bauerschaft Losheide)    | 78                    |
| 250            | Крестьянское подворье Натроп (Bauerschaft Natrop)        | 135                   |
| 255            | Натроп (Natrop)                                          | 376                   |
| 260            | Крестьянское подворье Пелькум (Bauerschaft Pelkum)       | 140                   |
| 270            | Крестьянское подворье Клостерн (Bauerschaft Klostern)    | 481                   |
| 280            | Крестьянское подворье Остлевен (Bauerschaft Ostleven)    | 159                   |
| 290            | Крестьянское подворье Бокум (Bauerschaft Bockum)         | 180                   |
| 300            | Крестьянское подворье Хаххаузен (Bauerschaft Hachhausen) | 136                   |
| 310            | Крестьянское подворье Лёрингхоф (Bauerschaft Löringhof)  | 25                    |
|                | Всего в Даттельне                                        | 35 352                |

### Географический курьёз
Неясна административная принадлежность улицы Провинциалштрассе (Provinzialstraße). Она расположена на границе Даттельна и Вальтропа. Одна сторона улицы (южная) относится к Вальтропу, а вторая сторона (северная) — к Даттельну. При въезде на улицу со стороны Вальтропа установлены сразу два названия: один с гербом Вальтропа указывает на одну сторону улицы, а второй, с гербом Даттельна, — на противоположную сторону улицы.

## Личности

### В Даттельне родились
- Катя Зайцингер, — немецкая горнолыжница, трёхкратная олимпийская чемпионка, чемпионка мира и двукратная обладательница Кубка мира в общем зачёте.
- Шарлотта Беккер, — чемпионка Германии и Европы по велоспорту, победитель Кубка мира по велоспорту (2010 год).
- Роман Юнеман, — российский политик и общественный деятель, глава политического движения Общество.Будущее.

### В Даттельне проживают
- Денис Вольф, — культурист. Родился в городе Токмак (Кыргызстан), переехал в Германию в 1992 году.

## Города-побратимы
- Кэннок, графство Стаффордшир, Англия
- Гентин, земля Саксония-Анхальт, Германия

## Галерея
- Ратуша
- Музей Германа Грохтсманна
- Канал Везель-Даттельн
- Порт канала